# Raudoja
Raudoja är ett vattendrag i Estland.   Det ligger i landskapet Harjumaa, i den centrala delen av landet, 40 km öster om huvudstaden Tallinn.